# Jassa oclairi
Jassa oclairi är en kräftdjursart som beskrevs av Chris Conlan 1990. Jassa oclairi ingår i släktet Jassa och familjen Ischyroceridae. Inga underarter finns listade i Catalogue of Life.